# Ismail Abdul-Ganiyu
Ismail Abdul-Ganiyu (Wa, 12 giugno 1996) è un calciatore ghanese, difensore del Dire Dawa City e della nazionale ghanese.

## Caratteristiche tecniche
È un difensore centrale.

## Carriera

### Club
Nato a Wa, inizia la propria carriera nel Legon Cities dove milita dal 2013 al 2018; dopo un breve periodo al Karela United, nell'ottobre del 2018 si trasferisce all'Asante Kotoko.

### Nazionale
Il 25 marzo 2021 debutta in nazionale ghanese giocando l'incontro di qualificazione per la Coppa d'Africa 2021 pareggiato 1-1 contro il Sudafrica.

## Statistiche
Statistiche aggiornate al 30 marzo 2021.

### Cronologia presenze e reti in nazionale
| Cronologia completa delle presenze e delle reti in nazionale ― Ghana | Cronologia completa delle presenze e delle reti in nazionale ― Ghana | Cronologia completa delle presenze e delle reti in nazionale ― Ghana | Cronologia completa delle presenze e delle reti in nazionale ― Ghana | Cronologia completa delle presenze e delle reti in nazionale ― Ghana | Cronologia completa delle presenze e delle reti in nazionale ― Ghana | Cronologia completa delle presenze e delle reti in nazionale ― Ghana | Cronologia completa delle presenze e delle reti in nazionale ― Ghana |
| Data                                                                 | Città                                                                | In casa                                                              | Risultato                                                            | Ospiti                                                               | Competizione                                                         | Reti                                                                 | Note                                                                 |
| -------------------------------------------------------------------- | -------------------------------------------------------------------- | -------------------------------------------------------------------- | -------------------------------------------------------------------- | -------------------------------------------------------------------- | -------------------------------------------------------------------- | -------------------------------------------------------------------- | -------------------------------------------------------------------- |
| 25-3-2021                                                            | Johannesburg                                                         | Sudafrica                                                            | 1 – 1                                                                | Ghana                                                                | Qual. Coppa d'Africa 2021                                            | -                                                                    |                                                                      |
| 28-3-2021                                                            | Cape Coast                                                           | Ghana                                                                | 3 – 1                                                                | São Tomé e Príncipe                                                  | Qual. Coppa d'Africa 2021                                            | -                                                                    | 57’                                                                  |
| 12-6-2021                                                            | Cape Coast                                                           | Ghana                                                                | 0 – 0                                                                | Costa d'Avorio                                                       | Amichevole                                                           | -                                                                    | 73’                                                                  |
| Totale                                                               |                                                                      | Presenze                                                             | 3                                                                    |                                                                      | Reti                                                                 | 0                                                                    |                                                                      |